# ريتشارد بور (أسقف)
ريتشارد بور (بالإنجليزية: Richard Poore)‏ (توفي في 15 أبريل 1237) رجل دين إنجليزيًا من القرون الوسطى اشتهر بدوره في إنشاء سالزبوري الحديثة وكاتدرائيتها في موقعها الحالي، بعيدًا عن القلعة في أولد ساروم.

## نشأته
ربما كان ريتشارد ابن ريتشارد إيلتشيستير، المعروف أيضا باسم ريتشارد توسليف، الذي شغل منصب أسقف وينشستر.